# Consiglio regionale delle Marche
Il Consiglio regionale delle Marche è l'organo legislativo rappresentativo della Regione Marche; istituito nel 1970, annovera 30 componenti, cui si aggiunge il presidente della giunta regionale. 
Ha sede nel Palazzo delle Marche in Piazza Cavour ad Ancona, ed è eletto a suffragio universale diretto ogni cinque anni. L'ultima elezione, avvenuta il 20-21 settembre 2020, ha visto prevalere una maggioranza di centro-destra.

## Funzioni
Ha il compito di guidare e controllare l'operato della giunta regionale, nonché di approvare le leggi e i regolamenti di competenza della regione. Approva lo statuto regionale, il bilancio regionale e può proporre leggi al parlamento nazionale.

## Composizione

### XI Legislatura

#### Ufficio di Presidenza
- Presidente: Dino Latini (UdC)
- Vicepresidenti: Gianluca Pasqui (FI), Andrea Biancani (PD)
- Segretari: Luca Serfilippi (Lega Marche), Micaela Vitri (PD)

#### Gruppi Consiliari
Il consiglio regionale, eletto con le elezioni del 2020, è così composto:
| Partito            | Partito                                  | Seggi |
| ------------------ | ---------------------------------------- | ----- |
|                    | Lega Salvini Marche                      | 8     |
|                    | Fratelli d'Italia - Acquaroli Presidente | 8     |
|                    | Forza Italia - Civici per le Marche      | 2     |
|                    | Popolari Marche - Unione di Centro       | 1     |
|                    | Civici Marche                            | 1     |
| TOTALE MAGGIORANZA | TOTALE MAGGIORANZA                       | 20    |
|                    | Partito Democratico                      | 8     |
|                    | Movimento 5 Stelle                       | 2     |
|                    | Rinasci Marche                           | 1     |
| TOTALE OPPOSIZIONE | TOTALE OPPOSIZIONE                       | 11    |
| Totale seggi       | Totale seggi                             | 30+1  |

#### Consiglieri
MAGGIORANZA

##### Lega Salvini Marche
| Consigliere           | Provincia di elezione | Ruoli ricoperti              |
| --------------------- | --------------------- | ---------------------------- |
| Chiara Biondi         | Ancona                |                              |
| Mirko Bilò            | Ancona                |                              |
| Andrea Maria Antonini | Ascoli Piceno         |                              |
| Mauro Lucentini       | Fermo                 |                              |
| Filippo Saltamartini  | Macerata              | Assessore Regionale          |
| Renzo Marinelli       | Macerata              |                              |
| Mirco Carloni         | Pesaro                | Vicepresidente della Regione |
| Luca Serfilippi       | Pesaro                |                              |

##### Fratelli d'Italia
| Consigliere         | Provincia di elezione | Ruoli ricoperti          |
| ------------------- | --------------------- | ------------------------ |
| Carlo Ciccioli      | Ancona                |                          |
| Marco Ausili        | Ancona                |                          |
| Guido Castelli      | Ascoli Piceno         | Assessore regionale      |
| Andrea Putzu        | Fermo                 |                          |
| Elena Leonardi      | Macerata              |                          |
| Pierpaolo Borroni   | Macerata              |                          |
| Francesco Baldelli  | Pesaro                | Assessore regionale      |
| Francesco Acquaroli | Marche                | Presidente della Regione |

##### Forza Italia
| Consigliere      | Provincia di elezione | Ruoli ricoperti |
| ---------------- | --------------------- | --------------- |
| Jessica Marcozzi | Fermo                 |                 |
| Gianluca Pasqui  | Macerata              |                 |

##### Popolari Marche - Unione di Centro
| Consigliere | Provincia di elezione | Ruoli ricoperti                    |
| ----------- | --------------------- | ---------------------------------- |
| Dino Latini | Ancona                | Presidente del Consiglio regionale |

##### Civici Marche
| Consigliere   | Provincia di elezione | Ruoli ricoperti |
| ------------- | --------------------- | --------------- |
| Giacomo Rossi | Pesaro                |                 |

OPPOSIZIONE

##### Partito Democratico
| Consigliere            | Provincia di elezione | Ruoli ricoperti |
| ---------------------- | --------------------- | --------------- |
| Antonio Mastrovincenzo | Ancona                |                 |
| Emanuela Bora          | Ancona                |                 |
| Anna Casini            | Ascoli Piceno         |                 |
| Fabrizio Cesetti       | Fermo                 |                 |
| Romano Carancini       | Macerata              |                 |
| Andrea Biancani        | Pesaro                |                 |
| Micaela Vitri          | Pesaro                |                 |
| Maurizio Mangialardi   | Marche                |                 |

##### Movimento 5 Stelle
| Consigliere           | Provincia di elezione | Ruoli ricoperti |
| --------------------- | --------------------- | --------------- |
| Simona Lupini         | Ancona                |                 |
| Marta Carmela Ruggeri | Macerata              |                 |

##### Rinasci Marche
| Consigliere     | Provincia di elezione | Ruoli ricoperti |
| --------------- | --------------------- | --------------- |
| Luca Santarelli | Ancona                |                 |

### X Legislatura

#### Ufficio di Presidenza
- Presidente: Antonio Mastrovincenzo (PD)
- Vicepresidenti: Renato Minardi (PD), Piero Celani (FI)
- Segretari: Mirco Carloni (Area Popolare), Boris Rapa (Uniti per le Marche)

#### Gruppi Consiliari
| Partito            | Partito                                   | Seggi |
| ------------------ | ----------------------------------------- | ----- |
|                    | Partito Democratico                       | 13    |
|                    | Italia Viva                               | 2     |
|                    | Uniti per le Marche                       | 2     |
|                    | Popolari per le Marche - Unione di Centro | 1     |
|                    | Gruppo misto                              | 2     |
| TOTALE MAGGIORANZA | TOTALE MAGGIORANZA                        | 20    |
|                    | Lega                                      | 3     |
|                    | Forza Italia                              | 2     |
|                    | Movimento 5 Stelle                        | 2     |
|                    | Fratelli d'Italia - Alleanza Nazionale    | 1     |
|                    | Area Popolare - Marche 2020               | 1     |
|                    | Gruppo misto                              | 2     |
| TOTALE OPPOSIZIONE | TOTALE OPPOSIZIONE                        | 11    |
| Totale seggi       | Totale seggi                              | 30+1  |

#### Consiglieri
MAGGIORANZA

##### Partito Democratico
| Consigliere            | Provincia di elezione | Ruoli ricoperti                        |
| ---------------------- | --------------------- | -------------------------------------- |
| Francesco Micucci      | Macerata              | Capogruppo                             |
| Andrea Biancani        | Pesaro                |                                        |
| Manuela Bora           | Ancona                | Assessore regionale                    |
| Anna Casini            | Ascoli Piceno         | Vicepresidente della Giunta regionale  |
| Luca Ceriscioli        | Marche                | Presidente della Regione               |
| Fabrizio Cesetti       | Fermo                 |                                        |
| Francesco Giacinti     | Fermo                 |                                        |
| Enzo Giancarli         | Ancona                |                                        |
| Antonio Mastrovincenzo | Ancona                | Presidente del Consiglio Regionale     |
| Renato Minardi         | Pesaro                | Vicepresidente del Consiglio Regionale |
| Angelo Sciapichetti    | Macerata              | Assessore regionale                    |
| Gino Traversini        | Pesaro                |                                        |
| Fabrizio Volpini       | Ancona                |                                        |

##### Italia Viva
| Consigliere    | Provincia di elezione | Ruoli ricoperti |
| -------------- | --------------------- | --------------- |
| Fabio Urbinati | Ascoli Piceno         | Capogruppo      |
| Federico Tale' | Pesaro                |                 |

##### Uniti per le Marche
| Consigliere    | Provincia di elezione | Ruoli ricoperti     |
| -------------- | --------------------- | ------------------- |
| Boris Rapa     | Pesaro                | Capogruppo          |
| Moreno Pieroni | Ancona                | Assessore Regionale |

##### Popolari per le Marche - Unione di Centro
| Consigliere  | Provincia di elezione | Ruoli ricoperti |
| ------------ | --------------------- | --------------- |
| Luca Marconi | Macerata              | Capogruppo      |

##### Gruppo misto (componente Maggioranza)
| Consigliere         | Provincia di elezione | Ruoli ricoperti |
| ------------------- | --------------------- | --------------- |
| Gianluca Busilacchi | Ancona                |                 |
| Sandro Bisonni      | Macerata              |                 |

OPPOSIZIONE

##### Lega
| Consigliere          | Provincia di elezione | Ruoli ricoperti |
| -------------------- | --------------------- | --------------- |
| Sandro Zaffiri       | Ancona                | Capogruppo      |
| Marzia Malaigia      | Fermo                 |                 |
| Luigi Zura Puntaroni | Macerata              |                 |

##### Forza Italia
| Consigliere      | Provincia di elezione | Ruoli ricoperti                        |
| ---------------- | --------------------- | -------------------------------------- |
| Jessica Marcozzi | Fermo                 | Capogruppo                             |
| Piero Celani     | Ascoli Piceno         | Vicepresidente del Consiglio Regionale |

##### Movimento 5 Stelle
| Consigliere        | Provincia di elezione | Ruoli ricoperti |
| ------------------ | --------------------- | --------------- |
| Piergiorgio Fabbri | Pesaro                | Capogruppo      |
| Peppino Giorgini   | Ascoli Piceno         |                 |

##### Fratelli d'Italia - Alleanza Nazionale
| Consigliere    | Provincia di elezione | Ruoli ricoperti |
| -------------- | --------------------- | --------------- |
| Elena Leonardi | Macerata              | Capogruppo      |

##### Area Popolare - Marche 2020
| Consigliere   | Provincia di elezione | Ruoli ricoperti |
| ------------- | --------------------- | --------------- |
| Mirco Carloni | Pesaro                | Capogruppo      |

##### Gruppo misto (componente Opposizione)
| Consigliere      | Provincia di elezione | Ruoli ricoperti |
| ---------------- | --------------------- | --------------- |
| Romina Pergolesi | Ancona                | Capogruppo      |
| Giovanni Maggi   | Ancona                |                 |

## Presidenti
| Legislatura | Presidente             | Partito | Partito                                                    | Periodo                             |
| ----------- | ---------------------- | ------- | ---------------------------------------------------------- | ----------------------------------- |
| I           | Walter Tulli           |         | Democrazia Cristiana                                       | 6 luglio 1970 – 14 giugno 1975      |
| II          | Renato Bastianelli     |         | Partito Comunista Italiano                                 | 14 luglio 1975 – 24 luglio 1980     |
| III         | Elio Capodaglio        |         | Partito Socialista Italiano                                | 25 luglio 1980 – 18 novembre 1980   |
| IV          | Rodolfo Giampaoli      |         | Democrazia Cristiana                                       | 19 novembre 1980 – 5 maggio 1990    |
| V           | Giancarlo Scriboni     |         | Partito Socialista Italiano                                | 10 luglio 1990 – 9 novembre 1992    |
| V           | Alighiero Nuciari      |         | Partito Liberale Italiano                                  | 10 novembre 1992 – 12 novembre 1994 |
| V           | Franco Paoletti        |         | Partito Popolare Italiano                                  | 13 novembre 1994 – 11 giugno 1995   |
| VI          | Silvana Amati          |         | Partito Democratico della Sinistra Democratici di Sinistra | 12 giugno 1995 – 28 maggio 2000     |
| VII         | Luigi Minardi          |         | Democratici di Sinistra                                    | 29 maggio 2000 – 1º maggio 2005     |
| VIII        | Luigi Minardi          |         | Democratici di Sinistra                                    | 2 maggio 2005 – 23 luglio 2006      |
| VIII        | Raffaele Bucciarelli   |         | Federazione della Sinistra                                 | 24 luglio 2006 – 18 aprile 2010     |
| IX          | Vittoriano Solazzi     |         | Partito Democratico                                        | 19 aprile 2010 – 21 giugno 2015     |
| X           | Antonio Mastrovincenzo |         | Partito Democratico                                        | 22 giugno 2015 – 19 ottobre 2020    |
| XI          | Dino Latini            |         | Unione di Centro                                           | 19 ottobre 2020 – in carica         |

## Biblioteca
La Biblioteca del Consiglio Regionale delle Marche venne istituita nel 1978 principalmente per fornire strumenti bibliografici e documentali utili all'esercizio del mandato dei Consiglieri regionali e allo svolgimento ordinario delle strutture amministrative presenti in Consiglio regionale. Dal 2013 partecipa al Servizio Bibliotecario Nazionale (SBN) attraverso il Polo della provincia di Ancona di cui è l'unica biblioteca specializzata; la maggior parte sono biblioteche pubbliche. La biblioteca è aperta anche al pubblico esterno, ai cittadini e non solo al pubblico “interno”. Eroga attività di documentazione, dà accesso ai servizi di consultazione, prestito, reference, navigazione internet.. 
La Biblioteca si articola in tre sezioni: 
- la principale è la sezione giuridica, con un patrimonio di oltre 25.000 monografie, più di 400 periodici correnti che riguardano le tematiche più importanti per l'Amministrazione regionale oltre ad avere al suo interno anche una lista indicizzata sia di banche-on-line a pagamento che free.
- La seconda sezione è la biblioteca marchigiana dove è confluita, dal 2009, l'archivio della produzione editoriale marchigiana a sensi della L. n. 106/2004. Attualmente tale biblioteca ha un patrimonio di oltre 12.000 monografie e 300 periodici correnti.
- La terza sezione è quella dei Fondi speciali dove troviamo il Fondo Enzo Santarelli, autore del lavoro in due volumi: “Storia del movimento e del regime fascista” che ha una sua entità bibliografica di oltre 6.500 unità e un ulteriore depositato recentemente, il Fondo Luciano Barca. Il Fondo è attualmente in trattamento catalografico, di circa 5.000 volumi con un materiale documentale, vero “alter ego” dell'Autore. Tutto il materiale sopra citato è consultabile sull'OPAC del catalogo delle tre sezioni di biblioteca ed anche dal catalogo del Sistema Bibliotecario Nazionale (SBN).